# 80's FACTORY
『80’s FACTORY』（エイティーズ・ファクトリー）は、1979年8月から1982年3月まで福岡県福岡市中央区舞鶴の親不孝通り沿い、長浜公園の前
に存在したライブハウス。
70年代〜80年代初期に福岡の音楽シーン（ロック）の隆盛に大きな役割を担い、県外からも多数の若者がライブを観に集まった。

## 概要
- 1979年8月開店。店長：伊藤エミ。「80年代に向けて新しい一歩を踏み出す“工場” [1]」という意味で名付けられた。当時は100人〜300人規模を収容できる本格的なライブハウスは福岡にはまだ存在しなかった。
- 鉄筋コンクリート造の3階建て。てっしー村の溝上徹思が初めて買った土地に建物を新築。一階がライブハウスで、その上には飲食店（花じゃむ４）が入る[1]。
- 初めてなのは収容人数だけでなく、客席から1m以上の高さと間口の広さを持ったステージ、楽屋、音響などの基本設備が整えられ、“ライブハウス”の条件を満たしていた[1]。
- ステージの下に楽屋があり、出演者はその楽屋からステージ前中央にあった階段を上がってステージに上がった[1]。
- 80'sファクトリーでは後に国内のメジャー・レーベルから正式にデビューすることになる数々のバンドやパフォーマーらが育ち、関東や関西からも大勢の若者やスカウトマンが福岡のバンドを見に来ていた。この現象を英国ブリティッシュ・ロックの音楽シーンに例えて「福岡は日本のリヴァプール」と呼ぶ者もいた。
- この前例のない盛り上がりにもかかわらず、2年半後の1982年3月31日に閉店する。最終日には『80’s FINAL』[注釈 2] というライブ・イベントが行われた。
- 当時、未成年の入店はお断りであった。
- デビュー前にこの店のステージに出演していた陣内孝則が80's FACTORYを舞台に脚本執筆と監督した映画「ROCKERS」が2003年に製作・公開されDVDで発売されている。[注釈 3]。
- 閉店から25年後の2007年3月31日、場所を福岡市中央区長浜のライブハウス「福岡CB」に移し、80'sファクトリーのOB達によって『80's FACTORY NIGHT25』が開催された。全席ソールドアウトの盛況で幕を閉じた。

## 主な出身バンド
- アナーキー (バンド)
- 生活向上委員会
- THE MODS
- ザ ・ロッカーズ
- センチメンタル・シティ・ロマンス
- プラスティックス
- もんた&ブラザーズ

他多数